# Крістоф Штефан
Крістоф Штефан (нім. Christoph Stephan; нар. 12 січня 1986, Рудольштадт, Німеччина) — німецький біатлоніст, срібний та бронзовий призер чемпіонату світу з біатлону 2009 року, переможець етапів кубка світу з біатлону, чемпіон світу з літнього біатлону. 

## Виступи на Олімпійських іграх
| Рік  | Місце проведення | Інд | Спр | Пр | МС | Ест |
| 2010 | Ванкувер         | 29  | 19  | 30 | 23 |     |

## Виступи на чемпіонатах світу
| Рік  | Місце проведення | Інд | Спр | Пр | МС | Ест | ЗМ |
| 2009 | Пхьончхан        | 2   | 22  | 41 | 21 | 3   |    |
| 2011 | Ханти-Мансійськ  |     | 7   | 16 | 24 | 7   |    |

## Кар'єра в Кубку світу
Першим роком Крістфоа в біатлоні був 2003 рік, а починаючи з 2006 року він почав виступати за національну збірну Німеччини з біатлону.
- Дебют в кубку світу — 16 березня 2006 року в спринті в Контіолахті — 56 місце.
- Перше попадання в залікову зону — 1 березня 2007 року в  індивідуальній гонці в Лахті — 14 місце.
- Перше попадання на розширений подіум — 12 січня 2008 року в спринті в Рупольдинзі — 8 місце.
- Перший подіум — 15 січня 2009 року в естафеті в Рупольдинзі — 2 місце.
- Перший особистий подіум — 25 січня 2009 року в масстарті в Антхольці — 1 місце.
- Перша особиста перемога — 25 січня 2009 року в мас-старті в Антхольці.

## Найкращий результат у сезоні
| № п/п | Сезон     | Місце проведення | Дисципліна          | Результат |
| ----- | --------- | ---------------- | ------------------- | --------- |
| 1     | 2005-2006 | Контіолахті      | Спринт              | 43        |
| 2     | 2006-2007 | Осло             | Індивідуальна гонка | 11        |
| 3     | 2007-2008 | Рупольдінг       | Спринт              | 8         |
| 4     | 2008-2009 | Антхольц         | Мас-старт           | 1         |
| 5     | 2009-2010 | Антхольц         | Спринт              | 3         |
| 6     | 2010-2011 | Преск-Айл        | Спринт              | 7         |
| 6     | 2010-2011 | Ханти-Мансійськ  | Спринт              | 7         |
| 8     | 2012-2013 | Ханти-Мансійськ  | Спринт              | 35        |

За сім років виступів на етапах кубка світу Крістоф 7 разів підіймався на подіум, в тому числі 3 рази на найвищу сходинку.

## Загальний залік в Кубку світу
- 2006-2007 — 42-е місце (64 очки)
- 2007-2008 — 31-е місце (165 очок)
- 2008-2009 — 18-е місце (436 очок)
- 2009-2010 — 27-е місце (322 очки)
- 2010-2011 — 26-е місце (360 очок)
- 2012-2013 — 94-е місце (8 очок)

## Статистика стрільби
| № п/п | Сезон     | Загальна        | Індивідуальна гонка | Спринт         | Гонка переслідування | Мас-старт      | Естафета      |
| ----- | --------- | --------------- | ------------------- | -------------- | -------------------- | -------------- | ------------- |
| 1     | 2005-2006 | 77,5% (31/40)   | 0,0% (0/0)          | 70,0% (14/20)  | 85,0% (17/20)        | 0,0% (0/0)     | 0,0% (0/0)    |
| 2     | 2006-2007 | 88,0% (88/100)  | 92,5% (37/40)       | 70,0% (14/20)  | 92,5% (37/40)        | 0,0% (0/0)     | 0,0% (0/0)    |
| 3     | 2007-2008 | 81,9% (254/310) | 85,0% (34/40)       | 80,0% (72/90)  | 81,7% (98/120)       | 83,3% (50/60)  | 0,0% (0/0)    |
| 4     | 2008-2009 | 78,3% (336/429) | 75,0% (45/60)       | 79,0% (79/100) | 73,3% (88/120)       | 84,0% (84/100) | 81,6% (40/49) |
| 5     | 2009-2010 | 81,2% (281/346) | 82,5% (66/80)       | 77,0% (77/100) | 80,0% (48/60)        | 83,3% (50/60)  | 87,0% (40/46) |
| 6     | 2010-2011 | 84,6% (313/370) | 85,0% (34/40)       | 88,0% (88/100) | 86,0% (86/100)       | 82,5% (66/80)  | 78,0% (39/50) |
| 7     | 2012-2013 | 85,0% (51/60)   | 85,0% (17/20)       | 90,0% (18/20)  | 80,0% (16/20)        | 0,0% (0/0)     | 0,0% (0/0)    |